# 夏帆
夏帆（1991年6月30日—），日本女演員、模特兒，東京都出身、血型A型。經紀公司為星塵傳播。「夏帆」為藝名，本名不公開，左撇子。

## 經歷
夏帆小學五年級時，和母親在原宿的表參道逛街時被星塵傳播的星探搭話，因母親為中谷美紀的影迷，當時星塵傳播為中谷的所屬事務所，因此母親鼓勵夏帆進藝能界。2003年，拍攝關西通訊的廣告出道。青少年時期時，為青少年雜誌《Pichilemon》和偶像雜誌《Pure☆Pure》擔任平面模特兒，並於2003年7月19日至8月31日期間，以電視節目《御台場冒險王》中6人少女組合「Snappeas」成員的身分，和早織、豐田艾琳（現為柳樂優彌之妻）擔任現場直播的演出。另外也曾為USC、USR等當過模特兒。
2004年4月到2007年3月，參演知名廠商三井不動產的廣告，為第11代的「Rehouse女孩」。同年10月，主演電視劇《手機刑警錢形零》，此劇為其電視劇初主演的作品，期間亦同時擔任多家廠商的形象代言人。
2006年6月14日，因在V6主持的電視節目《校園瘋神榜》中擔任主持群之一，被華人地區初步認識；2007年，以電影《天然子結構》獲得第31回日本電影金像獎、第29回橫濱電影節及第32回報知電影獎等各電影獎的最優秀新人獎，開始廣為大眾所知。其後，陸續主演《東京少女》、《歌魂》、《砂時計》等話題電影及連續劇《粉紅系男孩》，知名度逐漸上升，並被媒體稱為當時透明感路線的年輕演員之一。
2012年10月，主演WOWOW連續劇《一人靜》，為個人初次懷抱著陰暗過去的角色；並在12月初次挑戰舞台劇 。
2013年，和染谷將太共同主演《我們都是超能者！》，飾演一位擁有超能力的不良少女，夏帆在此劇的拍攝期間，在愛知縣豐橋市的東三河生活，每次收工後也都請求劇組以角色名稱呼自己。其後，主演多部戲劇，題材廣泛，包括電視劇《惡靈病棟》等恐怖片。2015年，參演知名導演是枝裕和的電影《海街日記》，獲第39回日本電影金像獎優秀助演女優賞，此片亦入選第68屆坎城影展主競賽片。
2017年，主演《預兆 散步的侵略者》，並主演同名電影版。

## 個人生活
- 有一個異卵雙胞胎的弟弟。從小至小學六年級的時間學了古典芭蕾[5]。
- 左右兩眼視力皆為近視的0.2，在家戴眼鏡。因常弄丟，擁有多副眼鏡[6]。
- 左撇子，只有拿剪刀與菜刀時為右手[7]。棒球投打為兩者皆可的左右開弓[8]。
- 喜歡的話是「一期一會」、「十人十色」、「感謝」。興趣為閱讀、看漫畫、電影、體育節目。喜歡的作家為重松清[9]。
- 多位共演者和導演表示戲外的夏帆「和外表感覺不一樣，很男孩子氣，出乎意料的很爽快乾脆」、「帥氣」[10]。合作電影《深宅家中兒子的戀愛（日语：箱入り息子の恋）》的星野源表示，「未合作前看電視一直都以為夏帆是可愛女生，但共演時覺得性格很man，也不會討好對方」[11]。
- 自稱「性格三分鐘熱度，不管做什麼都很容易膩」，只有演戲是自己做最久的事[12]。不喜歡擔任主演，表示「壓力很大」。
- 關於戀愛觀，曾在節目《グータンヌーボ》中表示「被動。從交往前到交往後都是」。喜歡年紀比自己大的人[13]。
- 因合作電影《海街日記》，和片中綾瀨遙、長澤雅美、廣瀨鈴三人交情好，至今仍會固定聚會[2]。

## 戲劇作品

### 電影
- 手機刑事 THE MOVIE 巴別塔的秘密～給錢形姊妹的挑戰狀（日语：ケータイ刑事 THE MOVIE バベルの塔の秘密〜銭形姉妹への挑戦状）（MF BOX，2006年2月4日）- 飾演 錢形零（主演）
- NICE之森林 ～The First Contact～（日语：ナイスの森〜The First Contact〜）（PHANTOM FILM，2006年3月25日） - 飾演
- 小勇者們～卡美拉～（角川、2006年4月29日）- 飾演 西尾麻衣（主演）
- 手機刑事 THE MOVIE2 石川五右衛門一族的陰謀～決鬥！戈魯戈達森林（日语：ケータイ刑事 THE MOVIE2 石川五右衛門一族の陰謀〜決闘!ゴルゴダの森）（MF BOX，2007年3月10日）- 飾演 錢形零（與早織（日语：早織）共同主演）
- 天然子結構（日语：天然コケッコー）[14]（Asmik Ace，2007年7月28日）- 飾演 （首次單獨主演）
- 東京少女（日语：東京少女）（CinemaDrive，2008年2月23日）- 飾演 藤咲未步（主演）
- 歌魂（日语：うた魂♪）（日活，2008年4月5日）- 飾演 （主演）
- 砂時計（東寶，2008年4月26日）- 飾演 水瀨杏（中高校生時代；主演）
- 劇場版TRICK 靈能者BATTLE ROYAL（東寶，2010年5月8日）- 飾演 高階美代子
- 實習警犬物語（松竹，2010年8月14日）- 飾演 望月杏子（主演）
- 極道幫幫忙（日语：任侠ヘルパー）（東寶，2012年11月17日） - 飾演 仙道茜
- 深宅家中兒子的戀愛（日语：箱入り息子の恋）（Kino Films，2013年6月8日） - 飾演 今井奈穗子
- 劇場版Time Scoop Hunter 安土城最後的1日（日语：タイムスクープハンター#劇場版）（GAGA，2013年8月31日） - 飾演
- 死亡拼圖（KADOKAWA，2014年3月8日） - 飾演 中村梓（主演）
- 海街日記（東寶、GAGA，2015年6月13日） - 飾演 香田千佳
- 紅的告別式（日语：ピンクとグレー）（Asmik Ace，2016年1月9日） - 飾演
- 高台家的成員（東寶，2016年6月4日） - 飾演 齊藤純
- 第22年的告白：我是殺人犯（華納兄弟電影，2017年6月10日） - 飾演 岸美晴
- 東京吸血鬼飯店（日语：東京ヴァンパイアホテル）（電影版）（2017年10月5-6日，錫切斯電影節） - 飾演 K（主演）
- 伊藤君 A to E（日语：伊藤くん A to E）（Showgate（日语：博報堂DYミュージック&ピクチャーズ），2018年1月12日） - 飾演 神保實希
- 預兆 散步的侵略者（波麗佳音，2017年11月11日） - 飾演 山際悦子（主演）
- （2018年3月31日（在YouTube發布）） - 飾演 結衣（主演）
- 友罪（GAGA，2018年5月25日） - 飾演 藤澤美代子
- （LDH PICTURES，2018年6月22日）
- 古書堂事件手帖（真人電影版）（20世紀霍士、KADOKAWA，2018年11月1日）飾演五浦絹子（年輕時期）
- （Is.Field（日语：アイエス・フィールド），2019年3月8日） - 飾演 兒島貴子（主演）
- （Bitters End，2019年10月11日） - 飾演 砂田夕佳（主演）
- Red（日活，2020年2月21日上映） - 飾演 村主塔子（主演）
- 劇場版 架空OL日記（波麗佳音、讀賣電視台，2020年2月28日） - 飾演 藤川真紀
- （Star Sands、角川，2020年7月3日上映）飾演 高橋亞矢
- 喜劇 愛妻物語（BANDAI NAMCO Arts、Q-tec，2020年9月11日） - 飾演 由美
- さかなのこ（日语：さかなのこ）（東京Theatres（日语：東京テアトル），2022年9月1日） - 飾演
- 異國日記（東京Theatres、Showgate，2024年6月7日） - 飾演 醍醐奈奈
- BAUS 映画から船出した映画館（日语：BAUS 映画から船出した映画館）（boid、COPIAPOA FILM（コピアポア・フィルム），預定於2025年3月25日上映） - 飾演

### 電視劇
- 致命一夜情（日语：彼女が死んじゃった）（日本電視台，2004年1月 - 3月） - 飾演 的少女時代
- 讓愛看得見（富士電視台，2004年4月 - 6月） - 飾演 吉江彩菜
- 在世界中心呼喚愛（東京廣播公司，2004年7月 - 9月） - 飾演 松本芙美子
- 手机刑警钱形零 第1季（BS-i，2004年10月 - 12月） - 飾演 錢形零（主演）
- 手机刑警钱形零 第2季（BS-i，2005年1月 - 3月） - 飾演 錢形零（主演）
- 急速引擎（台譯：飆風引擎）（富士電視台，2005年4月 - 6月） - 飾演
- 戀愛的星期天（日语：恋する日曜日） 第二系列「我的森林」（BS-i，2005年5月） - 飾演 （主演）
- 女王的教室（日本電視台，2005年7月 - 9月） - 飾演 神田優
- 西遊記（第1、8集）（富士電視台，2006年1月 - 3月） - 飾演 杏花
- 東京少女（日语：東京少女#ショートフィルム道）（東京廣播公司、2006年3月、2006年4月1日 - ） - 飾演 近藤留衣子（主演）
- 芭蕾舞蹈家（日语：プリマダム）（日本電視台，2006年4月 - 6月） - 飾演 萬田舞
- 4姊妹偵探團（朝日電視台，2008年1月 - 3月） - 飾演 佐佐本夕里子（主演）
- 畫牌美人（日语：かるた小町）（富士電視台，2008年2月11日） - 飾演 （主演）
- 無家可歸的中學生（日语：ホームレス中学生）（富士電視台，2008年7月12日） - 飾演 田村幸惠
- 無家可歸的中學生2（日语：ホームレス中学生）（富士電視台，2009年4月12日） - 飾演 田村幸惠
- 麵探型男（日语：イケ麺そば屋探偵〜いいんだぜ!〜）（Episode 5）（日本電視台，2009年） - 飾演
- 粉紅系男孩～夏～（富士電視台，2009年） - 飾演 都塚涼（主演）
- 粉紅系男孩～秋～（富士電視台，2009年） - 飾演 都塚涼（主演）
- 獸醫杜立德（第8集）（TBS電視台，2010年） - 飾演
- 我第一次寫的電視劇（日语：私が初めて創ったドラマ）（NHK數碼衛星高清頻道，2010年12月17日） - 飾演 她（主演）
- 外交官 黑田康作（富士電視台，2011年） - 飾演 霜村瑠衣
- 他、丈夫、男友們（NHK綜合頻道，2011年） - 飾演 犬山育子
- 幸運7人組（第9、10集）（富士電視台，2012年） - 飾演 望月史織
- 一人靜（WOWOW，2012年） - 飾演 伊東静加（主演）
- 終電Bye Bye（日语：終電バイバイ#第8夜 下北沢駅）（第8集）（TBS電視台，2013年） - 飾演
- 我們都是超能力者（東京電視台，2013年4月12日） - 飾演 平野美由紀（主演）
- 惡靈病棟（每日放送，2013年） - 飾演 尾神琉奈（主演）
- 世界奇妙物語'13秋之特別篇 （富士電視台，2013年10月12日） - 飾演 水野
- 海上診療所（第3集）（富士電視台，2013年） - 飾演 鹽見里花
- OL加奈的歐吉桑觀察日記。（富士電視TWO，2013年11月4日 - 8日） - 飾演 伊藤加奈（主演）
- お先にどうぞ 牛丼篇（WOWOW，2013年12月1日） - 飾演 吉野ナミ（主演）
- 宮本武藏（朝日電視台，2014年3月15日 - 16日） - 飾演 朱實
- 信長協奏曲（富士電視台，2014年） - 飾演
- （BS JAPAN，2015年） - 飾演 （主演）
- 給夢的女孩（日语：夢を与える#テレビドラマ）（WOWOW，2015年） - 飾演
- 我才不會對黑崎君說的話言聽計從 （第2夜）（日本電視台，2015年12月23日） - 飾演 一帆鈴音
- 我的家裡空無一物（NHK BS Premium，2016年） - 飾演 （主演）
- Love Song（富士電視台，2016年） - 飾演 中村真美
- 異邦警察（日语：ディアスポリス 異邦警察#テレビドラマ）（第5、6集）（每日放送，2016年） - 飾演 高宮翔子
- 植物男子陽台星人（日语：植物男子ベランダー）（第3季第7集）（NHK BS Premium、2016年） - 飾演 盆櫻子
- 綁架之旅（日语：キッドナップ・ツアー）（NHK綜合頻道，2016年8月2日） - 飾演
- 女演員的C咖人生2（日语：かもしれない女優たち）（富士電視台，2016年10月10日） - 飾演 夏帆（自己）
- 樂園（日语：楽園 (宮部みゆきの小説)）（WOWOW，2017年） - 飾演 土井崎誠子
- 架空OL日記（讀賣電視台，2017年） - 飾演 藤川真紀
- 伊藤君 A to E（日语：伊藤くん A to E）（TBS電視台、每日放送，2017年） - 飾演 神保實希
- 下北澤Die Hard（第10集）（東京電視台，2017年9月22日） - 飾演
- 預兆 散步的侵略者（WOWOW，2017年） - 飾演 山際悅子（主演）
- 監獄公主（TBS電視台，2017年） - 飾演 江戶川忍
- Good Bye（日语：グッド・バイ (小説)）（大阪電視台、BS JAPAN，預定於2018年7月起播映） - 飾演 別所文代（女主角）
- 設計師 澀井直人的休假（日语：デザイナー 渋井直人の休日）（東京電視台，2019年1月18日 - ） - 飾演 高田[15]
- 大河劇 韋駄天～東京奧運故事～（日本放送協會，2019年1月6日 - 12月15日） - 飾演 美濃部凜
- 白色巨塔（日语：白い巨塔 (2019年のテレビドラマ)）（2019年版）（朝日電視台，2019年5月22日 - 26日） - 飾演 財前杏子
- 潤一（日语：潤一）（關西電視台，2019年） - 飾演 環
- 爆炸頭田中（日语：アフロ田中シリーズ）（WOWOW，2019年） - 飾演
- 一人露營吃完就睡（日语：ひとりキャンプで食って寝る）（東京電視台，2019年） - 飾演 七子（雙數集主演）
- Nippon Noir-刑警Y的反亂-（日语：ニッポンノワール-刑事Yの反乱-）（日本電視台，2019年） - 飾演 深水咲良
- 不要不急の銀河（日语：不要不急の銀河）（日本放送協會，2020年） - 飾演 河原秋
- 要來點咖啡嗎（東京電視台，2021年） - 飾演 垣根志麻
- 亂來！我居然會成為社長（日本電視台，2022年） - 飾演 佐佐川知美
- （NHK綜合頻道、NHK BS Premium、Disney+，2022年） - 飾演
- 大川と小川の時短捜査（日语：大川と小川の時短捜査）（東京電視台，2022年9月12日） - 飾演 丸山啓子
- silent（富士電視台，2022年） - 飾演 桃野奈奈
- 重啟人生（日本電視台，2023年） - 飾演 門倉夏希
- 非快速眼動之窗 2023夏（日语：ノンレムの窓）（第2集）（日本電視台，2023年7月8日） - 飾演 平野萌美（主演）
- （第1週「）」（NHK，2024年3月） - 飾演 菓子（主演）
- BLUE MOMENT（富士電視台，2024年） - 飾演 汐見早霧
- Shrink-精神科醫生弱井-（日语：Shrink〜精神科医ヨワイ〜）（第1集）（NHK綜合頻道，NHK BS Premium 4K，2024年） - 飾演 雪村葵
- （NHK綜合頻道，2024年9月26日） - 飾演 藤澤詩織（主演）
- 小鎮星熱點（日本電視台，2025年） - 飾演 磯村由美
- （NHK BS8K、NHK BS、NHK BS Premium 4K，2025年） - 飾演 志賀秋子
- （WOWOW，預定於2025年8月22起播映） - 飾演 小松原奈津

### 網絡電影
- 緊急事態宣言（日语：緊急事態宣言 (映画)）（Amazon Prime Video，2020年） - 飾演 鈴音（主演）

### 網路劇
- 交錯的9個殺意（ブリザード）[16]（BeeTV，2011年） - 飾演 八木澤純（主演）
- （官方facebook，2012年） - 飾演 惠（主演）
- 係長 青島俊作2 事件再次在審訊室發生！（NOTTV，2012年） - 飾演
- MORE×Pantene Cinderella Project Real Partner（官方facebook，2012年） - 飾演 中野美穗（主演）
- 24時間女優（第1集）（光TV（日语：ひかりTV），2013年10月25日） - 飾演 村田佐和子（主演）
- 東京吸血鬼飯店（日语：東京ヴァンパイアホテル）（Amazon Prime Video，2017年） - 飾演 K（主演）
- 息をひそめて（日语：息をひそめて）（第1、8集）（Hulu，2021年） - 飾演 增田妃登美
- （Paravi，2022年） - 飾演
- （Amazon Prime Video，預定於2022年10月21日起傳訊） - 飾演 鹽田麻衣（主演）
- First Love 初戀（Netflix，2022年） - 飾演 有川恒美

### 舞台劇
- （2012年12月9日 - 2013年1月14日，Theatre Cocoon（日语：シアターコクーン）、Theater BRAVA!（日语：シアターBRAVA!）） - 飾演
- （2014年3月15日 - 6月1日，東京、地方） - 飾演
- KERA・MAP#006（2015年9月12日 - 27日，世田谷Public Theater（日语：世田谷パブリックシアター）、北九州、新潟、大阪、松本、橫濱） - 飾演
- （2016年1月28日，PARCO劇場（日语：パルコ劇場））
- （2016年9月 - 10月）
- 宛如阿修羅（預定於2022年9月 - 10月公演，THEATRE TRAM　等） - 飾演 竹澤咲子

### 廣播劇
- SEEDS OF MOVIES 少女毛虫（日语：少女毛虫） （JFN系列，岩井俊二監製 円都通信（日语：円都通信）、2004年9月9日 - 30日OA、2006年2月8日 CD發售）

CAST 南果步（飾演 菅原紀子 / 藤原薰）、夏帆（飾演 菅原茉里）、光石研（飾演 菅原憲司）、水橋研二（飾演 平田亨） 等
STAFF 服部智行（編劇）、熊澤尚人（監督）
- 媽媽與的入學禮 （JFN系列，三矢梳打短篇故事 「你的笑顏」（日语：三ツ矢サイダーショートストーリー 「キミの笑顔」）、2006年4月3日 - 7日OA）

CAST 夏帆（飾演 有希）、宮地雅子（飾演 ）
STAFF 川邊優子（編劇）

## 節目主持
- （2005年1月 - 3月、富士電視台）
- （2005年8月20日 - 11月26日、富士電視台）
- 校園瘋神榜（日语：学校へ行こう! (バラエティー番組)） MAX（2006年6月14日 - 2008年9月2日、TBS電視台）
- （2006年10月13日 - 2007年3月30日、日本電視台）

## 電視節目
- JUST（2004年6月23日、TBS電視台）
- GACHAGACHA PONG！（富士電視台、2005年4月 - 2006年3月） - 飾演 今泉瑠希（今泉未里亞（多部未華子飾）的妹妹）
- 第34回富士產經集團廣告大賞（富士電視台、2005年3月21日） - 嘉賓
- 第17回高松宮殿下記念世界文化賞頒獎典禮（富士電視台、2005年10月20日）
- PASHA!（日本電視台、2006年10月13日 - 2007年3月）官方網站
- Wanna Gonna（TBS電視台、2006年10月 - 、2007年3月4日） - 嘉賓
- 花丸市場（TBS電視台、2007年4月3日） - 嘉賓
- 鬧鐘電視（富士電視台、2007年7月23日） - 嘉賓
- 第31回日本電影金像獎頒獎典禮（2008年2月15日） - 獲頒發新人演員獎
- 我們的音樂 Our Music（富士電視台、2008年4月18日） - 與聖堂教父對談
- 新堂本兄弟（富士電視台、2008年4月27日） - 嘉賓
- （富士電視台、2008年7月12日） - 嘉賓
- 爆笑White Carpet（富士電視台、2009年4月4日） - 嘉賓審查員
- 中居正廣的Super Drama Festival 2009 The Pressure! SP（富士電視台、2009年7月6日） - 嘉賓
- 森田一義時間 笑一笑又何妨！（富士電視台、2009年7月31日） - 單元嘉賓
- 爆笑Red Carpet（富士電視台、2009年8月1日） - 嘉賓審查員
- （關西電視台、2010年8月11日） - 嘉賓
- 新堂本兄弟（富士電視台、2011年1月23日） - 嘉賓
- インテリワードBAR「見えざるピンクのユニコーン」（BS JAPAN，2015年1月2日、2015年4月3日 - ）- 飾演 酒吧客人
- 灑落主義（日语：おしゃれイズム）（2017年6月4日，日本電視台） - 嘉賓

## 音樂錄影帶
- V6 - GOOD DAY!!（2006年）（與及渡邊滿里奈合演）
- JUNE - you and me（2007年）
- 團團轉樂團 - （電影《天然子結構》主題曲；片段剪輯自電影）
- Gospellers - 藍鳥（電影《歌魂♪》主題曲；片段剪輯自電影）
- 生物股長 - 想回去了啊（電影《砂時計》主題曲；片段剪輯自電影）
- LOVERSSOUL×HIROKI from ORANGE RANGE - Loveliest（2012年）
- 亞細亞功夫世代 - Right Now（日语：Right Now (ASIAN KUNG-FU GENERATIONの曲)）（2016年）
- REKISHI（日语：レキシ） - （2016年）

## 出版品

### 書籍
- 青春Tokyo Schoolgirl（Bookman社、2004年9月、ISBN 4-8930-8564-6）
- 手機刑事MANUAL BOOK（學習研究社、2005年3月、ISBN 4-0540-2725-3）
- 手機刑事 THE MOVIE2 石川五右衛門一族的陰謀～決鬥！戈魯戈達森林（日语：ケータイ刑事 THE MOVIE2 石川五右衛門一族の陰謀〜決闘!ゴルゴダの森） OFFICIAL BOOK（學習研究社、2007年2月22日、ISBN 4-0540-3318-0）
- @me.（SDP、2007年3月24日、ISBN 4-9036-2008-5）
- （宮澤賢治、SDP Bunko、2007年3月、ISBN 978-4-9036-2027-5）

### 寫真集
- 夏帆寫真集 step. in 小勇士們 GAMERA（角川書店、2006年4月25日、ISBN 4-04-853936-1）
- （Sony Magazines、2006年6月25日、ISBN 4-7897-2873-0）
- 夏帆寫真集 Breeze with （SDP、2010年8月4日、ISBN 978-4-9036-2077-0）
- 夏帆寫真集 （玄光社、2011年6月30日、ISBN 978-4-7683-0345-0）

### 雜誌連載
- Wink Up（ワニブックス（日语：WANI BOOKS））
  - 夏帆カタログ（2005年6月 - 2006年8月）
- CM NOW（玄光社）
  - 帆風だより（2006年6月 - ）
- B.L.T.（東京新聞通信社）
  - 夏帆のおかいもの日記（2007年7月 - 2008年11月）

## 獎項
- 2007年第31回日本電影金像獎 新人演員獎（《天然子結構（日语：天然コケッコー）》）
- 2007年第29回橫濱電影節 最優秀新人獎（《天然子結構（日语：天然コケッコー）》）
- 2007年第32回報知電影獎 最優秀新人獎（《天然子結構（日语：天然コケッコー）》）
- 2007年第12回日本網路電影大獎 日本電影新人獎（《天然子結構（日语：天然コケッコー）》）
- 2008年第21回日刊體育電影大獎 最優秀新人獎（《歌魂（日语：うた魂♪）》、《東京少女（日语：東京少女）》、《砂時計》）
- 2015年第39回日本電影金像獎 優秀助演女優賞（《海街日記》）[17]
- 2019年獲得第43回高崎電影祭最優秀主演女優賞 （《在藍色時分飛翔》）[18]
- 2023年第114回日劇學院賞 最佳女配角（《silent》）[19]
- TVstation日劇大賞 2022 最佳女配角（《silent》）[20]
- 2023年第115回日劇學院賞 最佳女配角（《BRUSH UP LIFE》）[21]

## 外部連結
- （日語）夏帆官方網站 （页面存档备份，存于）
- （日語）藝人3部 - 夏帆 （页面存档备份，存于）（官方個人詳細資料）
- （日語）Stardust Promotion 藝人3部 - 夏帆（Internet Archive存檔）
- （日語）官方Blog：
  - cotton candy（自2007年9月1日起取代舊有的Blog）
  - 舊有Blog：1 2（Internet Archive存檔）

| 前任： 蒼井優             | Rehouse女孩 第11代：2004年－2007年 | 繼任：                    |
| 前任： 黑川芽以（錢形淚） | 手機刑事 第4代：錢形零             | 繼任： 小出早織（錢形雷） |